# Елизабет фон Сайн-Витгенщайн (1581 – 1600)
Елизабет фон Сайн-Витгенщайн (на немски: Elisabeth von Sayn-Wittgenstein; * 25 август 1581; † между 13 и 23 ноември 1600) е графиня от Сайн-Витгенщайн и чрез женитба маршал на Папенхайм, ландграфиня на Щюлинген в Клетгау.
Тя е дъщеря на граф Лудвиг I фон Сайн-Витгенщайн (1532 – 1605) и втората му съпруга Елизабет фон Золмс-Лаубах (1549 – 1599), дъщеря на граф Фридрих Магнус I фон Золмс-Лаубах († 1561) и графиня Агнес фон Вид († 1588).

## Фамилия
Елизабет фон Сайн-Витгенщайн се сгодява на 20 септември 1600 г. и се омъжва на 21 септември 1600 г. за ландграф имперски наследствен маршал Максимилиан Лудвиг фон Папенхайм-Щюлинген (* 2 февруари 1580; † 14 февруари 1639), син на маршал Конрад фон Папенхайм (1534 – 1603) и Катарина фон Ламберг (1541 – 1597). Бракът е бездетен.
Максимилиан фон Папенхайм се жени втори път 1602 г. за графиня Юлиана фон Вид († 1604).